# Blawith
Blawith – wieś w Anglii, w Kumbrii. Leży 68,6 km od miasta Carlisle i 368,7 km od Londynu. W 1961 roku civil parish liczyła 118 mieszkańców.